# Lilium catesbaei
Lilium catesbaei là một loài thực vật có hoa trong họ Liliaceae. Loài này được Walter miêu tả khoa học đầu tiên năm 1788.